# Bandeira do Sul
Bandeira do Sul là một đô thị thuộc bang Minas Gerais, Brasil. Đô thị này có diện tích 46,917 km², dân số năm 2007 là 5106 người, mật độ 117 người/km².